# Tromboneconcert (Lancen)
Het Tromboneconcert (Concerto pour trombone) is een compositie voor trombone en harmonieorkest van de Franse componist Serge Lancen. Het tromboneconcert werd gecomponeerd op verzoek van de Franse trombonisten Michel Becquet en Gilles Millière. Het stuk beleefde zijn première met Michel Becquet op trombone en het Ensemble Harmonique van Lyon onder leiding van Claude Lecointe in 1988 te Lyon.
Het werk werd opgenomen op cd door Michel Becquet op trombone met begeleiding van het Harmonieorkest van het Brabants Conservatorium te Tilburg onder leiding van Jan Cober.